# Mesochorus rufopetiolatus
Mesochorus rufopetiolatus là một loài tò vò trong họ Ichneumonidae.